# Rafael Loredo
Rafael Loredo Silva (25 de agosto de 1957; Ciudad de México) es un exfutbolista y entrenador mexicano, fue  director técnico de la Selección Nacional sub - 20 de Guatemala. Durante su etapa como futbolista profesional formó parte de los equipos Atlético Español, Club Necaxa, Oaxtepec y Ángeles de Puebla.

## Clubes como futbolista
| Club              | País   | Año         |
| ----------------- | ------ | ----------- |
| Atlético Español  | México | 1979 - 1982 |
| Club Necaxa       | México | 1982 - 1983 |
| Oaxtepec          | México | 1983 - 1985 |
| Ángeles de Puebla | México | 1986 - 1988 |

## Como Segundo Entrenador
| Club                 | País   | Año  | Segundo de     |
| -------------------- | ------ | ---- | -------------- |
| Club Puebla          | México | 2002 | Ignacio Ambriz |
| Atlético de San Luis | México | 2017 | Salvador Reyes |

## Clubes como entrenador
| Título               | Club      | Año         |
| -------------------- | --------- | ----------- |
| Universidad SC       | Guatemala | 2003 - 2004 |
| Universidad SC       | Guatemala | 2007 - 2010 |
| América Coapa        | México    | 2012-2014   |
| Xelajú MC            | Guatemala | 2016        |
| Deportivo Petapa     | Guatemala | 2018-2019   |
| Guatemala Sub-20     | Guatemala | 2020 - 2023 |
| Guatemala (Interino) | Guatemala | 2021        |